# 광주광역시교육과학연구원
광주광역시교육과학연구원(光州廣域市敎育科學硏究院)은 지방교육자치에 관한 법률 제32조에 따라 교육의 이론과 실제를 조사·연구하고, 교육자료를 개발·보급하며, 학생의 과학교육 진흥을 위한 제사업과 학교평가, 교사 실험연수 및 시민들의 생활과학화에 기여하기 위하여 광주광역시교육청 산하에 설치된 소속기관이다.